# Biskupi mińscy

## Władze diecezji mińskiej w latach 1798-1869
Przez prawie 70 lat istnienia, diecezja mińska była obsadzana biskupami ordynariuszami tylko trzy razy: w latach 1798–1816, 1831–1839 oraz 1853–1869. W ciągu 70 lat istnienia diecezji biskupi ordynariusze rządzili nią łącznie tylko przez 42 lata.
Pierwszym biskupem ordynariuszem diecezji był Jakub Ignacy Dederko (1751–1829), drugim – Mateusz Lipski (1770?–1839), trzecim i ostatnim – Adam Wojtkiewicz (1796–1870). Spośród trzech biskupów ordynariuszy diecezji mińskiej, dwóch – Dederko i Wojtkiewicz – zostali odsunięci od zarządu diecezją decyzjami cara.
Diecezja mińska miała tylko jednego sufragana, mimo że ukaz Pawła I z 28 kwietnia (11 maja) 1798 roku powołał do życia w diecezji mińskiej sufraganię stołeczną w Mińsku. Nie była ona w zasadzie obsadzaną z braku funduszy, a państwo, mimo zobowiązań, przyjętych w Konkordacie między Stolicą Apostolską a Cesarstwem Rosyjskim z 1847 roku, nie zamierzało ich realizować.
W okresach, kiedy diecezja nie miała biskupa ordynariusza, na stolicy w Mińsku rezydowali administratorzy, wyznaczani przez rząd rosyjski.
| Biskupi ordynariusze, sufragani i administratorzy diecezji mińskiej w latach 1798–1869 | Biskupi ordynariusze, sufragani i administratorzy diecezji mińskiej w latach 1798–1869 | Biskupi ordynariusze, sufragani i administratorzy diecezji mińskiej w latach 1798–1869 | Biskupi ordynariusze, sufragani i administratorzy diecezji mińskiej w latach 1798–1869 |
| -------------------------------------------------------------------------------------- | -------------------------------------------------------------------------------------- | -------------------------------------------------------------------------------------- | -------------------------------------------------------------------------------------- |
| Lata                                                                                   | Władze diecezji                                                                        | Władze diecezji                                                                        | Władze diecezji                                                                        |
| Lata                                                                                   | Biskup                                                                                 | Sufragan                                                                               | Administrator                                                                          |
| 1798–1814                                                                              | Jakub Ignacy Dederko                                                                   |                                                                                        |                                                                                        |
| 1814–1816                                                                              | Jakub Ignacy Dederko                                                                   | Jan Chrzciciel Masclet                                                                 |                                                                                        |
| 1816–1817                                                                              |                                                                                        | Jan Chrzciciel Masclet                                                                 | Stefan Poźniak                                                                         |
| 1817–1824                                                                              |                                                                                        |                                                                                        | Stefan Poźniak                                                                         |
| 1824–1827                                                                              |                                                                                        |                                                                                        | Józef Kamiński                                                                         |
| 1827–1831                                                                              |                                                                                        |                                                                                        | Mateusz Lipski                                                                         |
| 1831–1839                                                                              | Mateusz Lipski                                                                         |                                                                                        |                                                                                        |
| 1839–1853                                                                              |                                                                                        |                                                                                        | Paweł Rawa                                                                             |
| 1853–1864                                                                              | Adam Wojtkiewicz                                                                       |                                                                                        |                                                                                        |

## Biskupi ordynariusze diecezji mińskiej po 1917 roku
W okresie 1869–1917 diecezja mińska nie istniała. Po skasowaniu jej w 1869 roku obszary, nad którymi sprawowała kuratelę, wchodziły w skład diecezji wileńskiej. 
- 1917–1925 Zygmunt Łoziński
- 1926–1981 Boleslas Sloskans (administrator)
- 1989–1991 Tadeusz Kondrusiewicz (administrator)

## Biskupi pomocniczy
- 1814–1836 Jan Chrzciciel Masclet
- 1991 – biskupi mińsko-mohylewscy